# Херберт Маркузе
Херберт Маркузе (Берлин, 19. јул 1898 — Штарнберг, 29. јул 1979) је био немачки политички филозоф, социолог и теоретичар друштва и један од оснивача Франкфуртске школе. Као избеглица из нацистичке Немачке од 1934. живео је у САД. Развио је облик неомарксизма који се у великој мери заснивао на учењима Хегела и Фројда. Постао је чувен шездесетих година двадесетог века као водећи мислилац нове левице и гуру студентског покрета. Описао је развијено индустријско друштво као свеобухватан систем репресије који је угушио расправу и апсорбовао опозицију. Он није полагао наде у пролетаријат већ у маргинализоване групе попут студената, етничких мањина и жена као и у земље Трећег света (сиромашне земље).

## Маркузеови погледи на друштво
Савремено индустријско друштво, захваљујући неслућеном развоју производних снага, технике и технологије, човек је загосподарио природом, али је истовремено поробио себе и друштво. Организација друштвеног живота је у знаку тоталитарне доминације и принуде. Међутим, како то сматра Маркузе, људи тога нису свесни јер су подсредством генерисаних потреба изманипулисани па имају утисак да је живот који живе њихов властити избор, штавише да су слободни и срећни.
Преокупирани борбом унутар тржишног система, за што већим материјалним благостањем, они добровољно прихватају отуђени рад и потчињавање репресивном механизму капиталистичке производње. Таквом праксом људи су несвесно свели целину свог бивствовања, које има дводимензионалну природу у слободу и нужности, на сферу нужности. У савременом индустријском друштву је под знаком технолошког напретка загосподарила  "угодна, уходана, разумна демократска неслобода."  Успостављањем огромног апарата производње и расподеле, друштво се поделило на масе које том механизму служе и владајуће економске, политичке и војне групе које имају све полуге друштвене владавине у својим рукама. Правни институти правде и слободе, изгубили су своје традиционално оправдање и садржај, јер су аутономија, слобода и политичка опозиција лишени своје критичке улоге коју су имали. Савремена цивилизација са својом организацијом, технолошком координацијом и манипулацијом, посебно преко масовних медија комуникација и информација, уништила је унутрашњу потку људског духа, на којој се могло уздигнути трансцедентно и критичко мишљење. Као последица тога, људи прихватају циљеве и вредности система као властито опредељење и спремни су да га бране, иако често иде на њихову штету.
Маркузе је посебно, ослањајући се на Фројдову психоанализу, у тумачењу репресивних механизама модернога друштва, скицирао дееротизацију човека кроз повећане сексуалне слободе као полугу која је отупела могућности за протест и побуну. Его се аутоматизује, његове реакције на инстиктивне жеље и спољашњи свет постају рутинске јер се потискује утицај осећања и свести. Промене менталне структуре човека представљају замајац преображавања појединаца у масу, којом управља вођство путем моћних колективних организација. Демократија се ту јавља као пуки облик за неприметни технолошки тоталитаризам.

### Маркузеова схватања револуције
Ослобађање човека од отуђења и принуде је могуће по Маркузеу, једном радикалном револуцијом, која би прекинула са досадашњим друштвеним развојем и индустријском цивилизацијом. Она треба да потисне старе потребе, својствене досадашњем начину живота - борбу да се опстане, да се нешто заради и да се уместо њих развију истинске људске потребе: мир, слобода, лепота, солидарност и срећа. Техника и производња усмериће се остварењу људских могућности, рад ће се претворити у игру и уметничко стваралаштво, моћ ће бити редукована у корист трајног мира и слободе.
Маркузе је током свог мисаоног развоја различито гледао на могућност избијања револуције и кандидата за њен носиоце. До Другог светског рата сматрао је да услови за револуционарни преврат постоје и да би је извела радничка класа. Након рата, па све до 60-их година XX века, Маркузе је сматрао да у високоразвијеним земљама са капиталистичком привредом револуција више није могућа, јер производне снаге не угрожавају тај поредак, већ га само легитимишу. Радничка класа је укључена у систем производње и више не представља претњу по друштвени поредак. Трећи свет, са сиромашним народима и пољопривредним пролетаријатом, сада представља за њега главну ударну песницу и снагу која би пружила отпор, јер тај део човечанства у савременој цивилизацији највише трпи израбљивање међународног привредног поретка. Међутим, већ средином 60-их са појавом друштвених превирања на Западу, учесталим штрајковима радника и бунтом младих, Маркузе поново враћа кључну улогу радничкој класи вођеној револуционарном интелегенцијом у борби против сламања система који држи човека у оковима. Својим каснијим радовима, посебно је стекао симпатије у студентским покретима, који су потресали западни свет 1968. године.